# GI (soldat)
Pour les articles homonymes, voir GI.

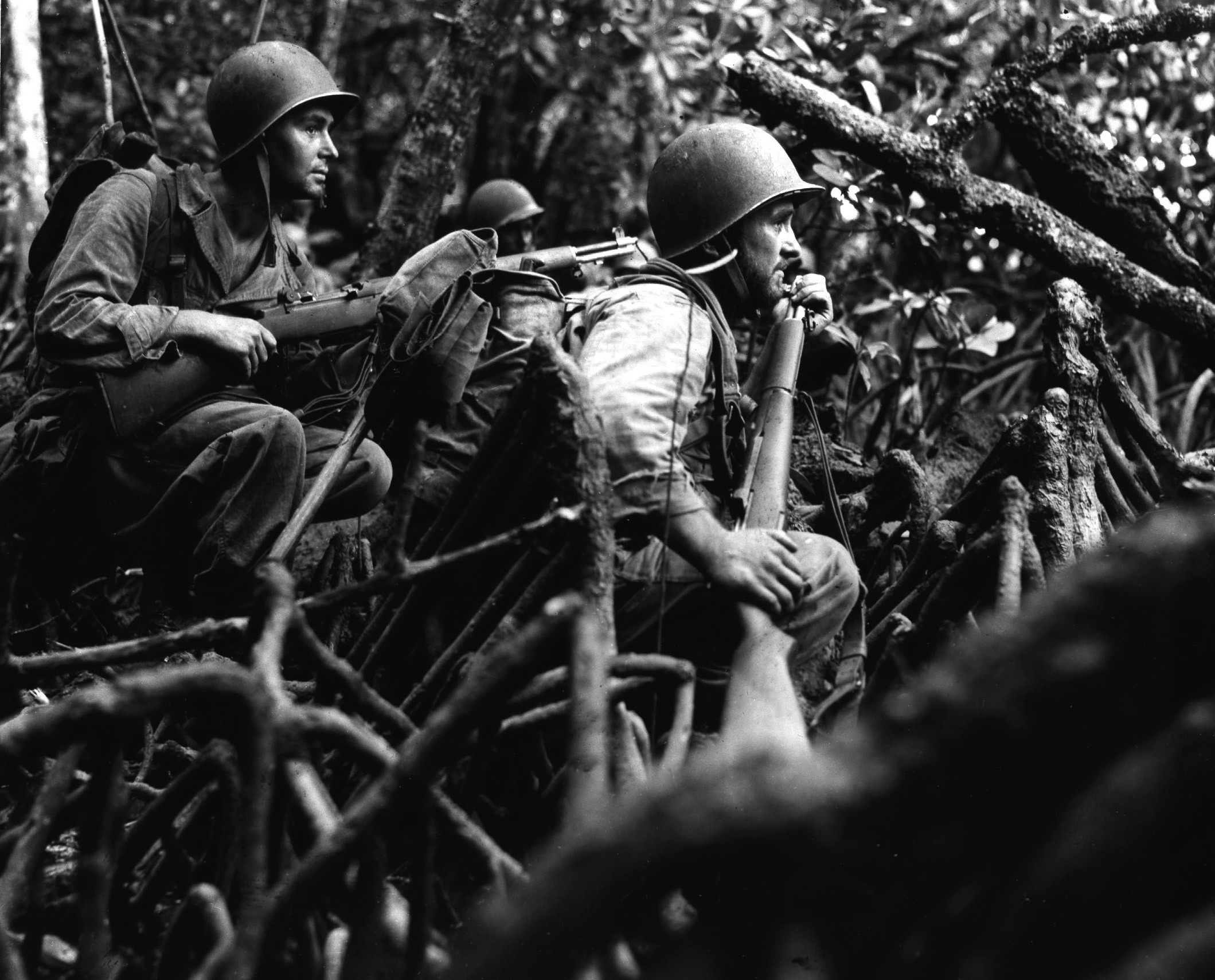
GI de la d'infanterie dans la jungle de Vella Lavella pendant l'opération Cartwheel, le 13 septembre 1943.

GI (en anglais G.I., /ˈdʒiˈaɪ/) est le nom donné aux soldats de l'armée américaine.

## Origine du terme
Au début du XXe siècle, le sigle « G.I. » (pour galvanized iron, en français « fer galvanisé ») était inscrit sur les corbeilles, poubelles et équipements en métal de l’armée américaine. 
Des interprétations populaires erronées se répandirent rapidement, : « Government Issue » (« fourniture du gouvernement »), « General Issue » (« fourniture de base ») ou « General Infantry » (« infanterie de base »).
Par la suite, le terme « G.I. » fut appliqué par extension à tout ce qui touchait à l'armée (équipement, organisation, soldat) et, durant la Seconde Guerre mondiale, GI Joe devint un surnom spécifiquement associé aux soldats américains, qui se transforma en archétype et entra dans le langage courant où il se répandit dès le début des années 1940 (par ex. « G.I. Bill », 1944).